# Амаш, Янис
Яни́с Ама́ш (араб. يانيس حماش‎; фр. Yanis Hamache; род. 13 июля 1999, 15-й округ Марселя) — алжирский футболист, защитник клуба «Арока» и сборной Алжира.

## Клубная карьера
Родился 13 июля 1999 года в городе Марсель. Воспитанник футбольной школы клуба «Ницца».
Во взрослом футболе дебютировал в 2016 году выступлениями за команду «Ницца-2», в которой провел три сезона, приняв участие в 34 матчах чемпионата.
Своей игрой за эту команду привлек внимание представителей тренерского штаба клуба «Ред Стар», в состав которого присоединился в 2019 году. Отыграл за парижскую команду следующий сезон своей игровой карьеры. Большинство времени, проведенного в составе «Ред Стар», был основным игроком защиты команды.
В 2020 году заключил контракт с клубом «Боавишта», в составе которого провел следующие два года своей карьеры игрока. Играя в составе «Боавишты» также в большинстве своем выходил на поле в основном составе команды.
В 2022 году стал игроком клуба «Днепр-1».

## Карьера в сборной
12 июня 2022 года дебютировал в товарищеском матче в составе национальной сборной Алжира против Ирана.

## Достижения
«Днепр-1»
- Серебряный призёр чемпионата Украины: 2022/23